# 임유환
임유환(林裕煥, 1983년 12월 2일~)은 대한민국의 전 축구 선수로 과거 포지션은 미드필더이며, 대한민국 U-23 대표팀 소속으로 2004년 하계 올림픽에 출전하여 대한민국의 56년만의 올림픽 8강 진출의 주역으로도 활약했다.

## 수상

### 구단
전북 현대 모터스
- K리그1 : 우승 (2009, 2011), 준우승 (2012), 3위 (2010, 2013), 4위 (2008)
- FA컵 : 우승 (2005), 준우승 (2013), 4강 (2009)
- AFC 챔피언스리그 : 우승 (2006), 준우승 (2011), 4강 (2004)
- 리그컵 : 준우승 (2010)
- 슈퍼컵 : 준우승 (2006)

울산 현대
- 리그컵 : 우승 (2007)

부산 아이파크
- K리그2 : 준우승 (2017)
- FA컵 : 준우승 (2017)

### 국가대표팀
대한민국 U-20
- AFC U-20 아시안컵 : 우승 (2002)

## 방송 경력
- tvN 《전설이 떴다 군대스리가》 (2022년)
- IHQ 《트래블리》 (2022년)